# Криптокорина блестящая
Криптокори́на блестя́щая (лат. Cryptocoryne lucens) — травянистое растение рода Криптокорина семейства Ароидные.

## Описание
Стебель отсутствует.
Листья ланцетовидной формы, собраны в розетку. Окраска листьев ярко-зелёная. Высота растения 10—12 сантиметров.
В природе встречается на Шри-Ланке.

## Культивирование
При содержании растения в аквариуме оптимальная температура составляет 24—28 °C, при её понижении рост значительно замедляется. Вода должна быть средней жёсткости (более 8 немецких градусов), нейтральной или слабощелочной (pH 7,0—7,5), в кислой среде рост существенно замедляется. Подмена воды не обязательна, одеако в свежей воде криптокорина растёт быстрее, чем в «старой». Освещение должно быть ярким, в таких условиях растение образует густые декоративные заросли. При снижении освещённости растение вытягивается вверх. По спектральному составу освещение должно быть близко к естественному. Световой день должен быть не менее 12 часов. Грунт должен состоять из крупного песка или мелкой гальки с примесью глины и торфа и быть обильно заилённым. 

Как и остальные представители рода Cryptocoryne, криптокорина блестящая — болотное растение и может культивироваться в условиях палюдариума или влажной оранжереи. При этом температура должна быть не ниже 26 °C, грунт должен быть питательным. В условиях оранжереи по сравнению с условиями аквариума растение практически не изменяет свой внешний вид, его можно переносить из аквариума в палюдариум почти без подготовки. В оранжерейных условиях криптокорина растёт значительно быстрее, чем в аквариуме. 

Как в аквариуме, так и в палюдариуме криптокорина блестящая легко размножается корневыми отводками, молодые растения можно отделять от материнского после того, как у них образуются 2 листа.